# Princ Valijant
Princ Valijant (engl. Prince Valiant in the Days of King Arthur) je strip koji je stvorio Harold Foster 1937. Ovaj strip čija se radnja dešava u srednjem veku, prati život i pustolovine izmišljenog princa po imenu Valijant, jednog od vitezova okruglog stola Kralja Artura. Pojedini delovi radnje smešteni su u stvarne istorijske okolnosti, a mnogi od likova predstavljaju realne istorijske ličnosti. Distributer King Features Syndicate navodi brojku od 44 miliona čitalaca širom sveta.